# Ничья земля (фильм)
«Ничья земля» (босн. Ničija zemlja, англ. No Man's Land) — военная драма боснийского режиссёра Даниса Тановича. Лауреат премии «Оскар» за лучший фильм на иностранном языке в 2002 году.

## Сюжет
Действие происходит в 1994 году, во время Боснийской войны. Группа боснийских солдат, заблудившись в тумане, набредает на сербские позиции. Почти всех их сразу же расстреливают, однако одному, Чики (Бранко Джурич), удаётся укрыться в заброшенной траншее. Вскоре сербы посылают туда двух солдат, чтобы произвести разведку и минирование. Они минируют одного из убитых боснийцев, подложив под него прыгающую мину. Улучив момент, Чики выскакивает из укрытия и пристреливает одного из вражеских солдат, а другого — Нино (Рене Битораяц) — ранит. Ситуация осложняется, когда оказывается, что заминированный солдат по имени Цера (Филип Совагович) ещё жив.

## В ролях
| Актёр           | Роль             |
| --------------- | ---------------- |
| Бранко Джурич   | Чики             |
| Рене Битораяц   | Нино             |
| Филип Шовагович | Цера             |
| Жорж Сиатиди    | Маршан           |
| Серж-Анри Вальк | Дюбуа            |
| Кэтрин Картлидж | Джейн Ливингстон |
| Богдан Диклич   | Офицер           |

## Награды и номинации

### Награды
- 2002 — Премия «Оскар»
  - Лучший фильм на иностранном языке[2]
- 2001 — Каннский кинофестиваль
  - Лучший сценарий — Данис Танович[2]
- 2002 — Премия «Сезар»
  - Лучшая первая работа — Данис Танович
- 2001 — Премия «European Film Awards»
  - Лучший сценарист — Данис Танович
- 2002 — Премия «Золотой глобус»
  - Лучший фильм на иностранном языке
- 2002 — Роттердамский кинофестиваль
  - Награда зрителей — Данис Танович
- 2001 — Кинофестиваль в Сан-Себастьяне
  - Награда зрителей — Данис Танович

### Номинации
- 2001 — Каннский кинофестиваль
  - «Золотая пальмовая ветвь» — Данис Танович
- 2002 — Премия «Сезар»
  - Лучший сценарий — Данис Танович
- 2002 — Премия «David di Donatello»
  - Лучший зарубежный фильм — Данис Танович
- 2001 — Премия «European Film Awards»
  - Лучший актёр — Бранко Джурич